# Кирквуд, Курт
Кёртис «Курт» Мэттью Кирквуд (англ. Curtis Matthew "Curt" Kirkwood, род. 10 января 1959, Амарилло, Техас, США) — американский музыкант, наиболее известный как вокалист, гитарист и автор песен альтернативной рок-группы Meat Puppets в которой выступает вместе со своим братом — Крисом.

## Биография
Группа Meat Puppets была сформирована в 1980 году Куртом Кирквудом вместе с его братом, бас-гитаристом, Крисом и барабанщиком Дерриком Бостромом. К 1996 году, когда трио добилось статуса одной из ведущих и инновационных инди-групп Америки, на короткий период добившись мейнстримового успеха в начале десятилетия, музыканты решили взять творческий отпуск. В качестве ведущего вокалиста и основного автора песен (включая единоличное сочинение большинства самых известных песен группы: (включая: «Plateau», «Oh, Me», «Lake of Fire», «Up on the Sun», «Backwater» и других), Курт — единственный участник оригинального трио, который играл во всех составах группы с момента её образования.
В 1999 году Курт реформировал коллектив с новым составом — пригласив Кайла Эллисона (гитара), Эндрю Дюплантиса (бас) и Шандона Сэма (ударные), выпустив с ними единственный студийный альбом Golden Lies (2000). Новый состав распался в 2002 году после ухода из группы Дюплантиса. После этого Курт Кирквуд гастролировал как сольный исполнитель, а затем объединился с басистом Nirvana Кристом Новоселичем и барабанщиком Sublime Бадом Го в ансамбль под названием Eyes Adrift. В 2002 году они выпустили одноименный альбом и совершили гастрольный тур США, после чего группа прекратила существование. Затем Курт сформировал новый1 коллектив — Volcano, который также выпустил всего одну пластинку, после чего музыкант решил сосредоточиться на своей сольной карьере. Его первый сольный альбом Snow вышел в октябре 2005 года.
Помимо музыки Кирквуд увлекается живописью. Так, он является автором обложек для нескольких альбомов Meat Puppets, а также титульного изображения для романа Стивена Бичи «Свистящая песня». В 2006 году Курт возродил Meat Puppets вместе со своим братом, а также барабанщиками Тедом Маркусом и Шандоном Сэмом, которые заменяли Деррика Бострома до его возвращения в 2018 году. В текущем виде коллектив выпустил пять альбомов: Rise to Your Knees (2007), Sewn Together (2009), Lollipop (2011), Rat Farm (2013) и Dusty Notes (2019).

## Личная жизнь
Кирквуд — внук Карла Уилларда Ренстрома, владельца компании Tip-Top Products и мультимиллионера из Омахи, штат Небраска.
Курт — отец близнецов, а его сын, Элмо, также является гитаристом, выступая вместе со своим отцом и дядей в Meat Puppets.

## Дискография

### Nirvana
- MTV Unplugged in New York (1993)

### Eyes Adrift
- Eyes Adrift (2002)

### Volcano
- Volcano (2004)

### Сольное творчество
- Snow[англ.] (2005)

### The Dean Ween Group
- The Deaner Album (2016)